# Her Social Value
Her Social Value er en amerikansk stumfilm fra 1921 af Jerry Storm.

## Medvirkende
- Katherine MacDonald som Marion Hoyte
- Roy Stewart som James Lodge
- Bertram Grassby som Clifford Trent
- Betty Ross Clarke som Bertha Harmon
- Winter Hall som Shipley
- Joseph W. Girard som Joe Harmon
- Lillian Rich som Gwendolyn Shipley
- Vincent Hamilton som Leroy Howard
- Helen Raymond som Ruth Lodge
- Violet Phillips som Belle
- Arthur Gibson